# 大下菜摘
大下 菜摘（おおした なつみ、 9月22日 - ）は、日本の女性声優。岡山県出身。

## 来歴
声優になろうと思ったのが早いほうではなく、高校2年生くらいで、母との2人暮らしだったことから、そのことでケンカもしていた。しかし、アニメが好きであり、専門学校に通うためにアルバイトを始めて、体験入学も申し込んでいたという。
大阪アニメーションスクール専門学校アニメ声優コース卒業。
WITH LINE、ニューワールドプロダクションズ、ムーラン・ルージュ プロダクションを経て、オフィスアネモネ預かり。
テレビの前で毎日キャラクターのモノマネをするほど芝居が好きであった。

## 人物
同じ事務所だった今村彩夏とは専門学校時代からの友人である。また、渡辺はるかとも仲が良い。
趣味・特技はカフェ巡り、散歩、バスケットボール、岡山弁。幼少期から硬筆を習い、展覧会で表彰されるほどの腕前を持っている。着付けも得意である。
食べることが好きで、ラーメンは細麺派であることを語っているほか、上京前までは味噌ラーメンが好きであったとも語っている。

## 出演
太字はメインキャラクター。

### テレビアニメ
2015年
- 新妹魔王の契約者（女生徒）
- Dance with Devils（女子生徒）

2020年
- ウモとウモモとター坊と（ター坊）
- パズドラ（女性たち）

2021年
- 怪物事変（子供）

2022年
- はたらく魔王さま!!（ピンク）

2023年
- 帰還者の魔法は特別です（ブルームーンメンバー）

2024年
- 魔法少女にあこがれて（女性、ギャルA）
- らんま1/2 (2024)（ひろこ）

### ゲーム
2014年
- ウチの姫さまがいちばんカワイイ（獣使姫 テイラー・ベスティ）
- 妖怪百姫たん!（のっぺらぼう、片輪車）

2015年
- 絶対迷宮 秘密のおやゆび姫（エーファ 他）
- 輝星のリベリオン（エステル、シェヘラザード）

2016年
- 英国探偵ミステリア The Crown（エミリー・ホワイトリー）

2017年
- BLESS（アニータ・レジェス）

2019年
- 乙女剣武蔵（坂本乙女）

2020年
- かんぱに☆ガールズ（リリス・リィ）
- エコーズオブパンドラ（九八式軽戦車 他）

2021年
- モンスターストライク（2021年 - 2022年、エルマ・ルー）
- 閃乱忍忍忍者大戦ネプテューヌ -少女達の響艶-（デュプレックス、フルデュプレックス）
- フェアリースフィア（ブルーベリー）

2022年
- 超次元ゲイム ネプテューヌ Sisters vs Sisters（アンリ）
- クイズRPG 魔法使いと黒猫のウィズ（エトナ）
- 逆転オセロニア（ゲイ・ボルグ）

### ドラマCD
- 普通の女子校生が【ろこどる】やってみた。（アナウンス）
- saison（セゾン）printemps〔プランタン〕春
- 男の娘の魅力に覚醒して眠れないCD（女教師[18]）
- ポピーのスカート（佐々木[19]）
- あの娘にキスと白百合を（ガヤ）
- 箱の中/檻の外（堂野穂花、女性）
- 海の涙（傍観者：フィジー）

### 吹き替え
- フリーキッシュ 絶望都市（英語版）（2017年、ピッポ）※Hulu配信

### オーディオドラマ
- こえのこころえ -九之重学園 朗読部-（2022年、藤沢さん[20]）

### デジタルコミック
- UULA「僕の初恋をキミに捧ぐ」（2014年、田村結子）

### 舞台
- MANIAX Act Performance Live - 穂村可憐 役
  - Odd Love Story 〜変愛話〜 SF1x（2017年6月22日 - 25日、神田SpaceCUBE）
  - Promising Cage 〜かごめの唄〜 SF2x（2017年10月12日 - 15日、神田SpaceCUBE）
  - Unusual Love Story 〜SP0x〜（2018年4月12日 - 14日・5月6日、神田SpaceCUBE / 4月30日、赤坂CHANCEシアター）
  - dist 〜SF2.5x〜（2018年12月14日 - 16日、神田SpaceCUBE）
  - Collapthree 〜SF3x〜（2019年2月14日 - 17日、ステージカフェ下北沢亭）
  - ふぃっくすな亀 〜SFR1x〜（2020年1月15日 - 19日、ステージカフェ下北沢亭）
- 八重樫良友の一人芝居〜新選組夜想曲〜（2017年12月16日・17日、神田SpaceCUBE） - 声の出演
- K-FARCE 2018年冬公演「カシマッシュ!」（2018年11月14日 - 19日、シアター風姿花伝）- 黒天使 役
- KARASAWA幕末劇「うそつきお扇」（2019年1月10日 - 14日、浅草六区ゆめまち劇場） - 沖田総司 役[21]
- リーディングライブ「Voice Café」
  - Voice Café vol.8 〜秋にまつわるエトセトラ〜（2017年9月29日 - 10月1日） - Bキャスト
  - Voice Café vol.10 〜Voice Cafesta!!〜（2019年6月14日 - 16日、南大塚ホール） - Bキャスト[22]
- 朗読劇「罪の森」（2020年11月6日 - 8日、コフレリオ新宿シアター） - 鴉：ジニア 役
- 人狼 ザ・ライブプレイングシアター「人狼TLPTO」
  - ルーキー公演「人狼TLPTO（オービット）V」（2024年8月13日・18日・20日、上野ストアハウス）[23]
  - 人狼TLPT O Ⅵ CRUISE（2025年5月2日 - 11日、シアター風姿花伝）[24]

### ラジオ
※はインターネット配信。
- 今村彩夏と大下菜摘のYAKARA NIGHT RADIO（2015年、ニコニコチャンネル「ウィズラインチャンネル※）
- まき、なつみ、ゆなの眠れないラジオ（2015年 - 2016年、ニコニコチャンネル「Voice-Styleチャンネル」※）
- 聖マルセイユ女学院（2018年、ニコニコチャンネル「花梨チャンネル」・SHOWROOM※）[25]
- 恋愛遂行協議会（2018年、ニコニコチャンネル「花梨チャンネル」・SHOWROOM※）[26]